# Piaggio (calciatore)
 Piaggio (fl. XX secolo) è stato un calciatore italiano, di ruolo centrocampista.

## Carriera
Militò nel Genoa due stagioni. Nella stagione 1909-1910 ottenne con i genovesi il quarto posto della classifica finale, mentre in quella seguente il quinto posto della classifica finale del Gruppo 1.